# Зиновьев, Сергей Фёдорович
Сергей Фёдорович Зиновьев (1918 — 1960) — советский военнослужащий, участник Великой Отечественной войны, полный кавалер ордена Славы, разведчик 115-го укреплённого района (69-я армия, 1-й Белорусский фронт), рядовой.

## Биография
Родился 19 октября 1918 года в крестьянской семье в деревне Першино Раменской волости Бронницкого уезда Московской губернии (в настоящее время Раменский район Московской )области. Получил начальное образование, работал продавцом.
15 апреля 1943 года Бронницким райвоенкоматом он был призван в ряды Красной армии. С 22 мая 1943 года — на фронтах Великой Отечественной войны.
При прорыве обороны противника на реке Друть западнее Рогачёва 24 — 25 июня 1944 года, наводчик 45-мм орудия рядовой Зиновьев меткими выстрелами разбил ДЗОТ, наблюдательный пост и уничтожил пулемёт противника, ведший прямой наводкой огонь по пехоте. При овладении опорным пунктом Детдом «Задрутье», и взятии населённых пунктов Лучин и Лебёдевка севернее города Жлобин сопровождал пехоту, поддерживая её атаку огнём. Командованием части он был представлен к медали «За отвагу», но приказом по войскам 48 армии от 21 июля 1944 года рядовой Зиновьев был награждён орденом Красной Звезды.
Рядовой 3иновьев в ночь на 22 ноября 1944 года, действуя юго-восточнее города Солец-Куявски, в составе разведывательной группы на лодке переправился через реку Висла, сам остался на охране лодки и из автомата прикрывал группу захвата, чем обеспечил захват «языка». Приказом по корпусу от 29 ноября 1944 года награждён орденом Славы 3-й степени.
Рядовой Зиновьев в ночь на 10 января 1945 года, действуя в составе разведывательной группы в 1,5 км к северо-западу от Бялобжеги, переправился через Вислу, преодолел минное поле и проволочные заграждения противника и вышел в тыл огневой точки противника. Заметив там двух солдат противника, метко бросил туда гранату и бросился к ним в тыл, чтобы отрезать пути отхода. Видя, что старший разведгруппы и старший группы захвата борются с солдатом противника, бросился к ним на помощь, чем способствовал быстрому захвату и конвоированию пленного. Приказом по войскам 33 армии от 17 января 1945 года рядовой Зиновьев был награждён орденом Славы 2-й степени.
В ночь на 21 апреля 1945 года рядовой 3иновьев в составе группы первым преодолел вплавь реку Нейсе близ населённых пунктов Кушерн и Задерсдорф (30 км юго-восточнее города Франкфурт-на-Одере, проник в траншею врага, подавил пулемёт и пленил солдата противника. Указом Президиума Верховного Совета СССР от 15 апреля 1946 года он был награждён орденом Славы 1-й степени.
В марте 1946 года старшина 3иновьев демобилизовался. Жил в деревне Старниково Раменского района. Работал в колхозе.
Скончался 26 июля 1960 года в деревне Старниково (Раменский район, Московская область).